# Dactylorhiza romana
Espèce
Statut CITES
Dactylorhiza romana est une espèce de plantes à fleurs de la famille des Orchidaceae (les orchidées) et du genre Dactylorhiza originaire de l'aire Méditerranéenne.